# Scotophilus borbonicus
Scotophilus borbonicus és una espècie de ratpenat que viu a les illes de Madagascar i Reunió.
Es troba en perill d'extinció per la pèrdua del seu hàbitat natural.